# منقارية بالنسية
منقارية بالنسية (الاسم العلمي:Rostraria balansae) أو سابقاً خويفيرة بالنسية (الاسم العلمي:Koeleria balansae) هي نوع من النباتات يتبع جنس المنقارية من الفصيلة النجيلية.